# Inlandsbanan
Az Inlandsbanan (azaz Belső vasútvonal) a svédországi Kristinehamn és Gällivare között húzódó egyvágányú, nem villamosított vasútvonal, valamint az azt üzemeltető társaság (teljes nevén Inlandsbanan AB) neve. A vonal hossza mintegy 1288 km, Svédország közepén fut végig. 1908 és 1937 között épült azzal a céllal, hogy elősegítse az országnak az ipari központoktól távolabbi, belső területeinek gazdasági feltárását valamint háború esetére alternatívát jelentsen a parthoz közelebb húzódó Norra Stambanan (Északi törzsvonal) nevű vasútvonallal szemben.

## Története
1907-ben a svéd Parlament (Riksdag) vasútvonal építéséről döntött Östersund és Ulriksfors között. Ez lett az Inlandsbaban első szakasza. a második szakasz Ulriksfors és Volgsjö (a mai Vilhelmina) között épült meg 1911-ben, és egy évvel később a következő szakasz, a Sveg – Brunflo is elkészült. A legészakibb szakasza a Vilhelmina és Gällivare közötti rész megépítését 1917-ben döntötték el.
Több évig tartott, míg a munkások végeztek a vasút megépítésével. Eredetileg már 1924-re át kellett volna adni a vonalat, de a pénzügyi válság és a sztrájkok miatt végül csak 1937-re adták át a vonalat a forgalomnak.
A vonal sosem volt nyereséges. 1992-ig a Svéd Vasúttársaság (SJ) működtette. Akkoriban a Mora és Kristinehamn közötti szakasz szünetelt is. A működtetési jogot a vonal mentén lévő településeknek adták el, akik megszervezték az Inlandsbanan AB-t. Az Inlandsbanan AB a vonalat az év 3 hónapjában (nyáron)működteti, főképp a turistáknak. Jelenleg létezik egy északi és egy déli szakasza a vonalnak. Az északi Gällivare és Östersund között helyezkedik el, az út rajta 13 óráig tart. A déli szakasz Östersund és Mora között helyezkedik el, ott az út 6 óráig tart.

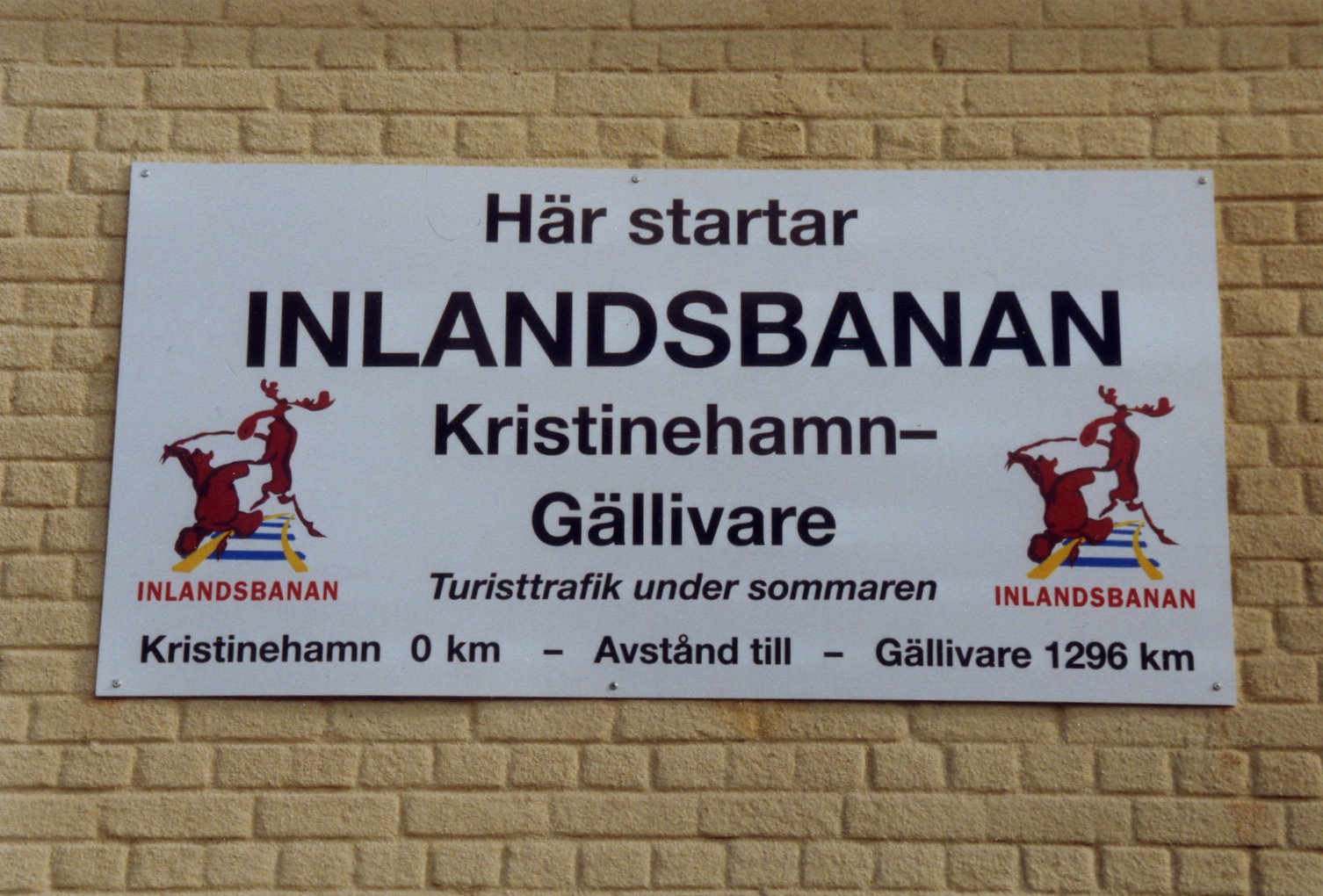
A Kristinehamn-Gällivare közötti vonal táblája
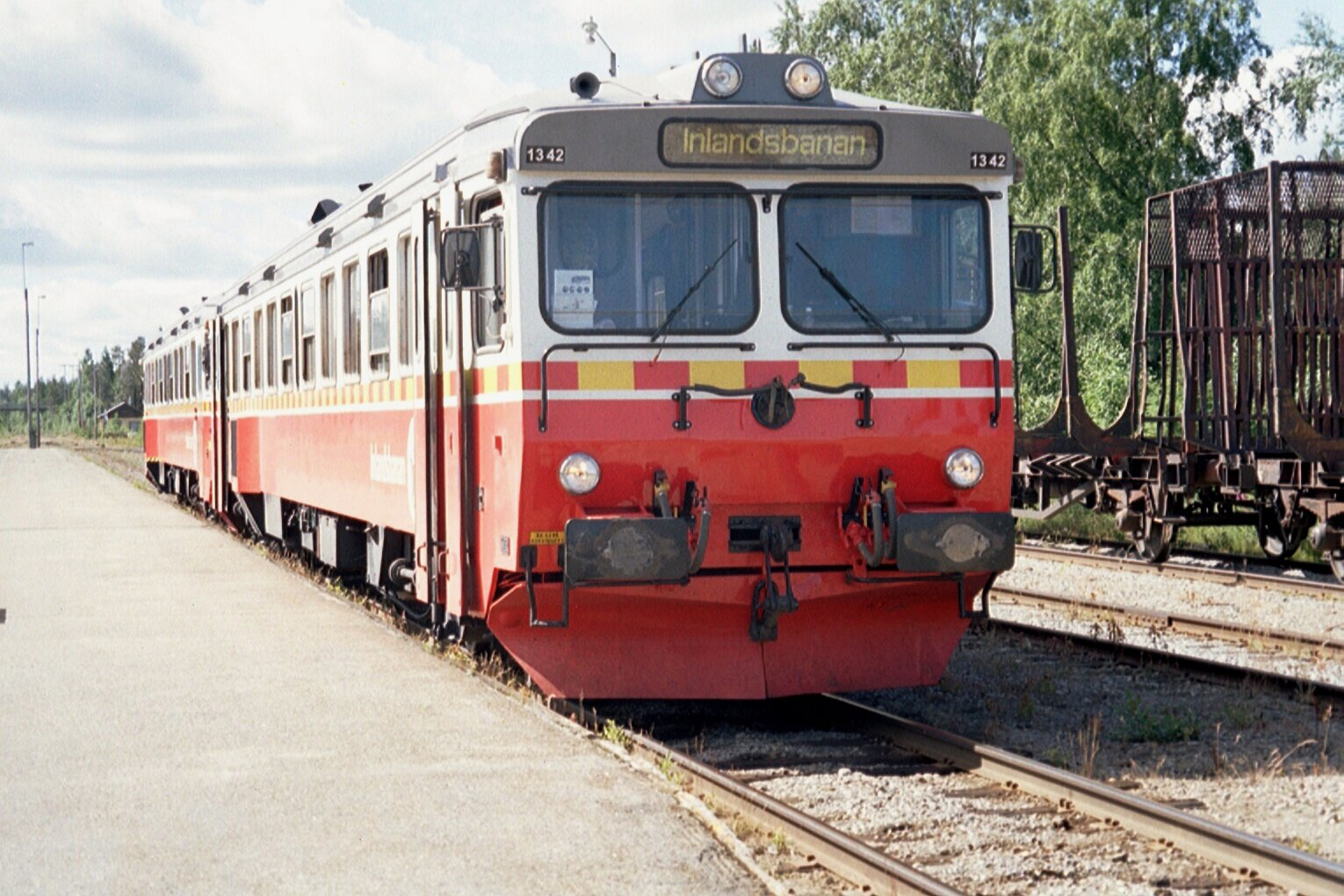
Egy Inlansbanan-vonat
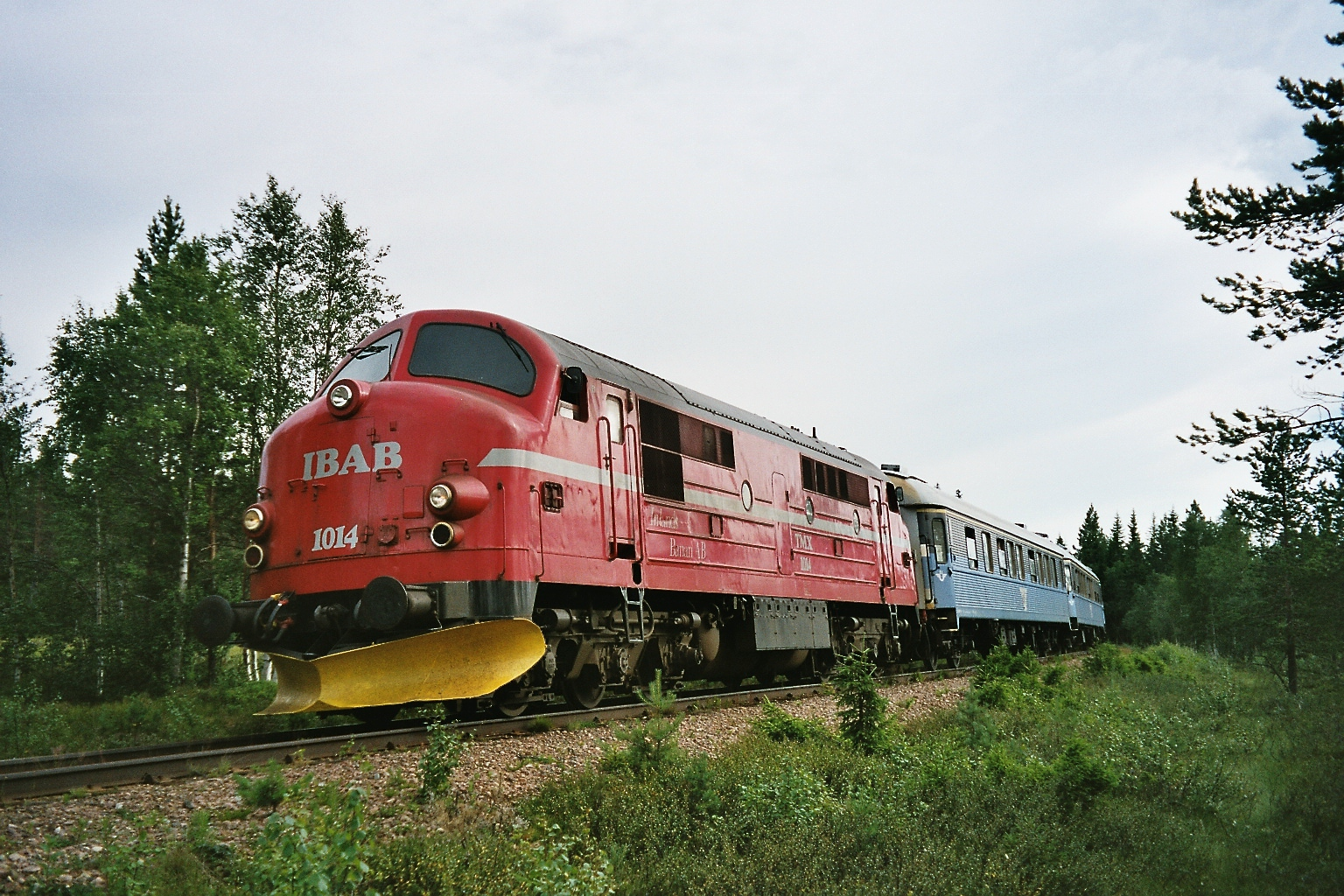
Inlandsbanan-vonat
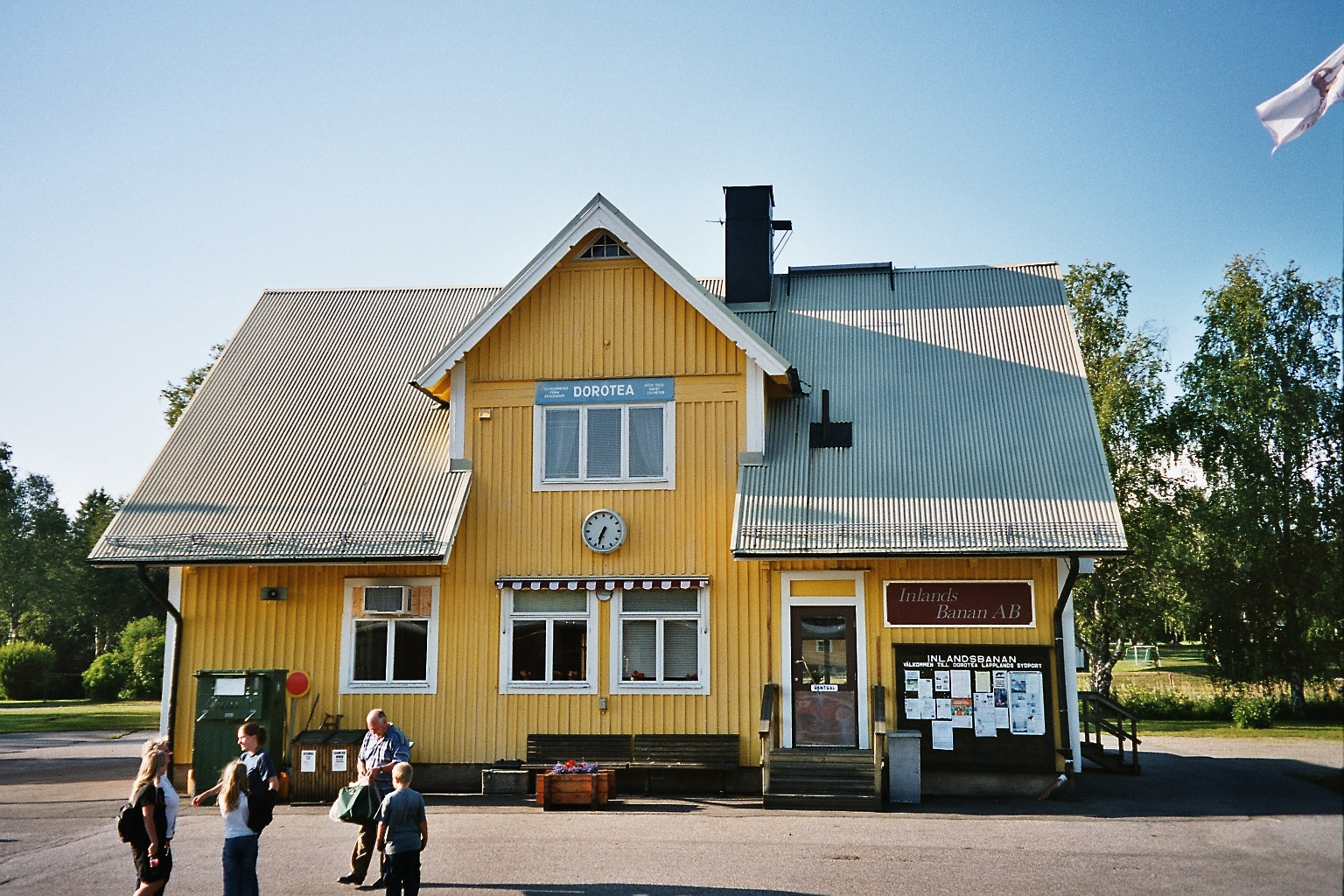
Dorotea állomás
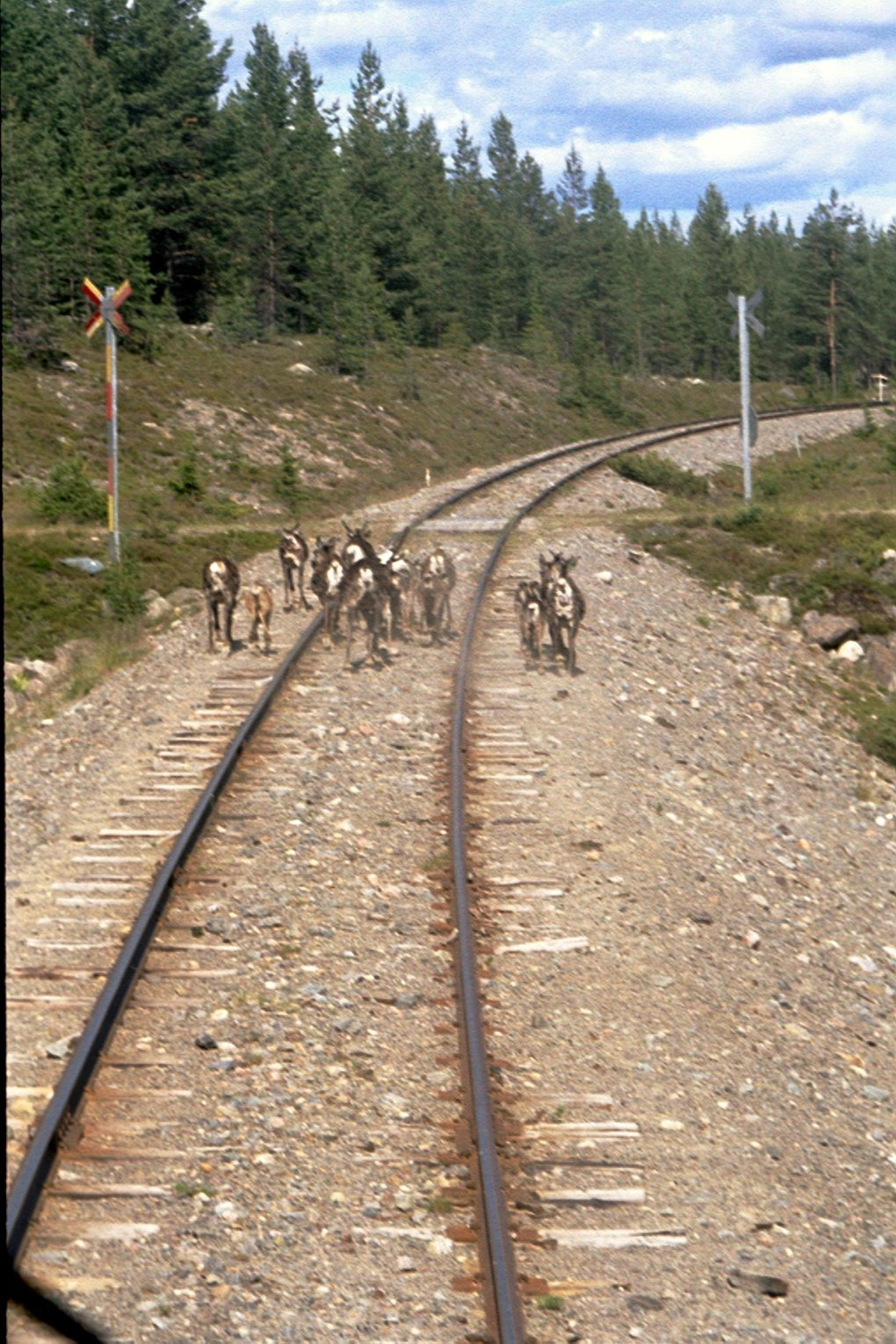
Rénszarvas
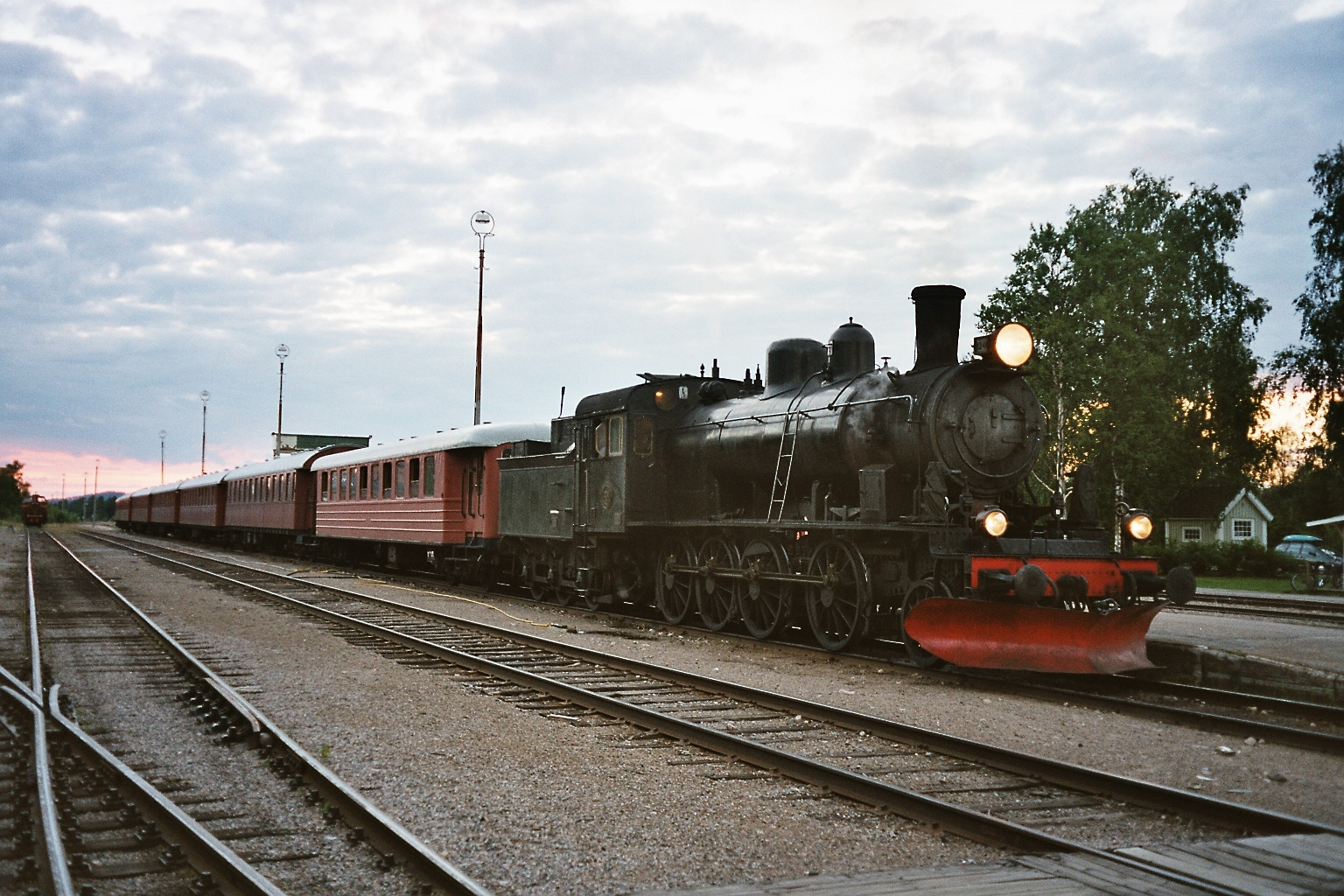
Gözmozdony az Inlandsbanan-on
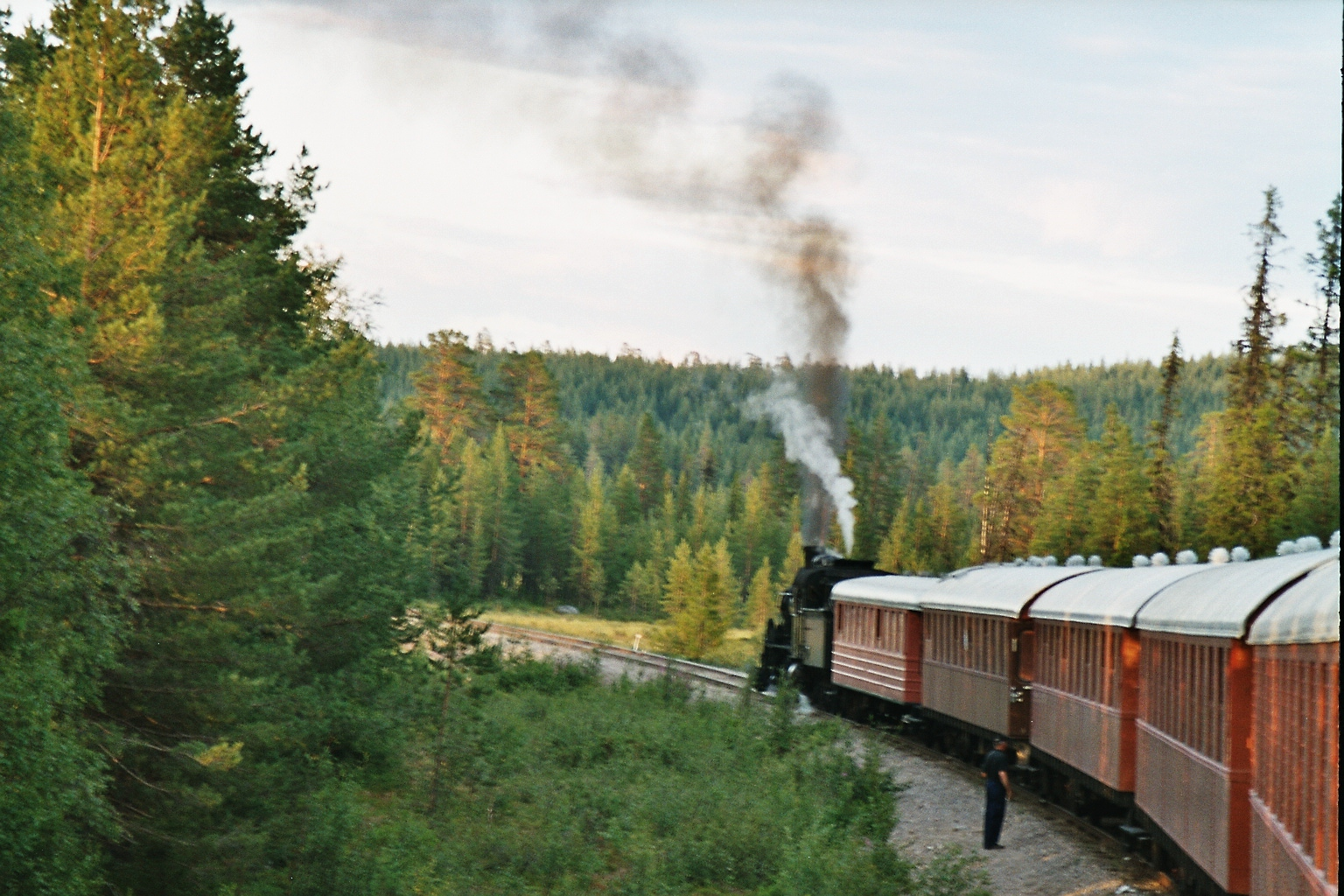
A gőzös
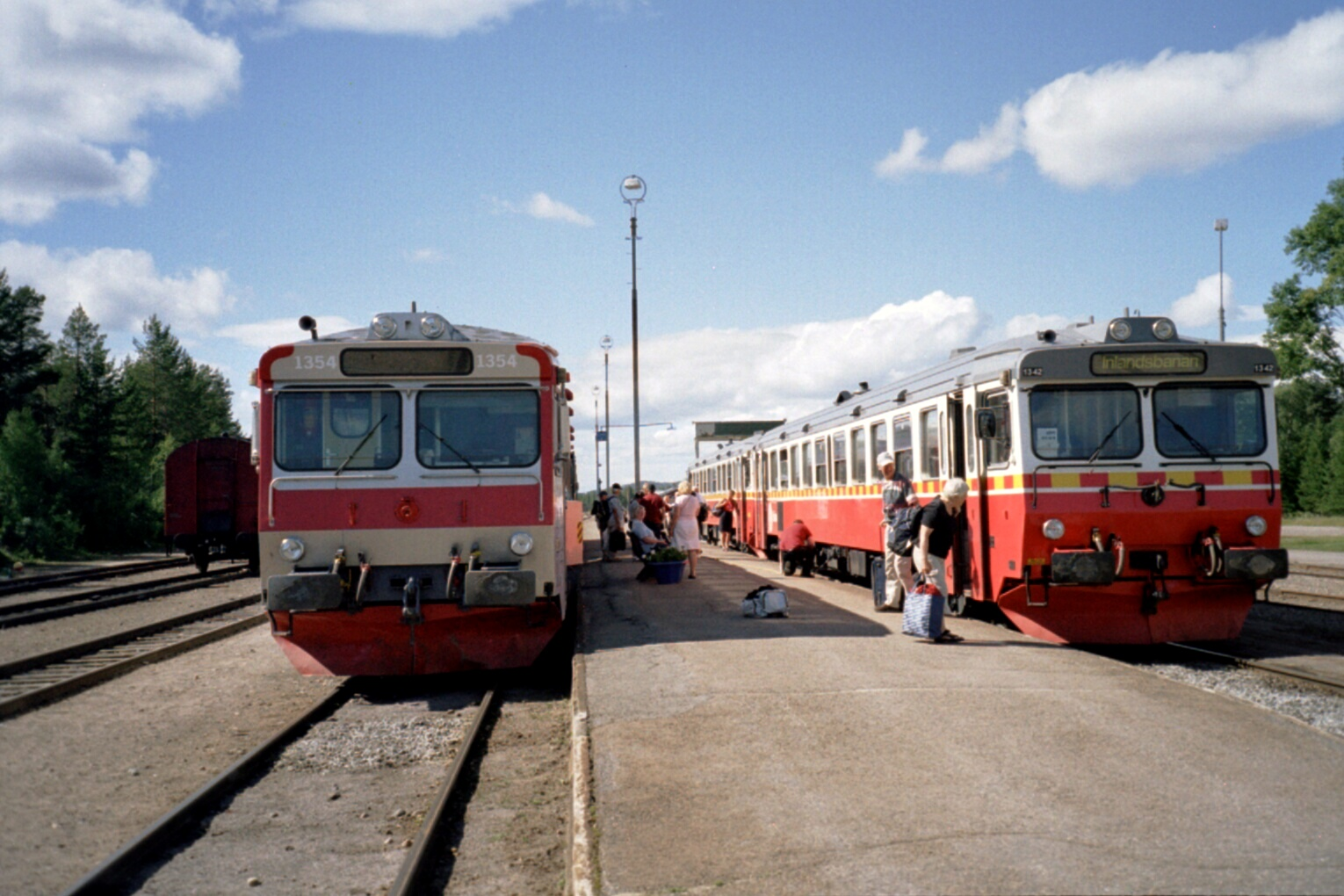
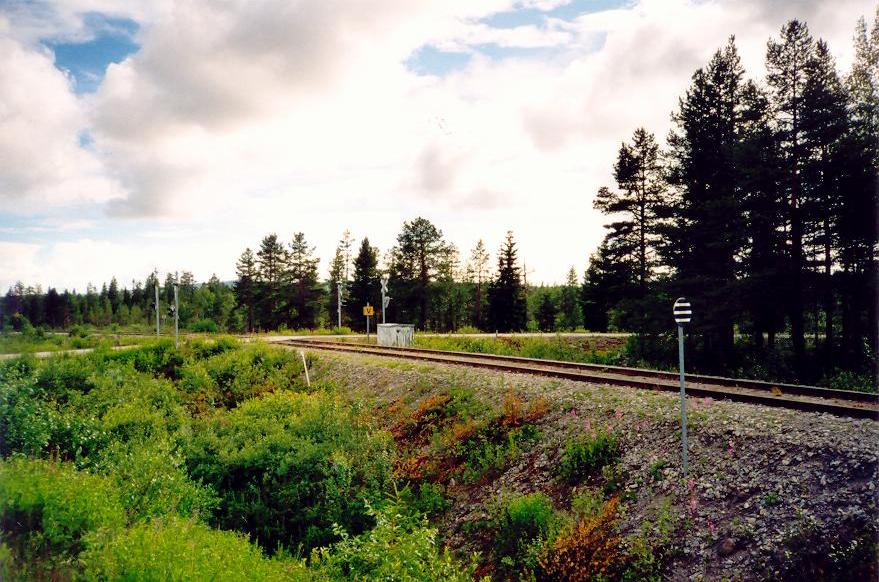
Az Inlandsbanan Storuman közelében
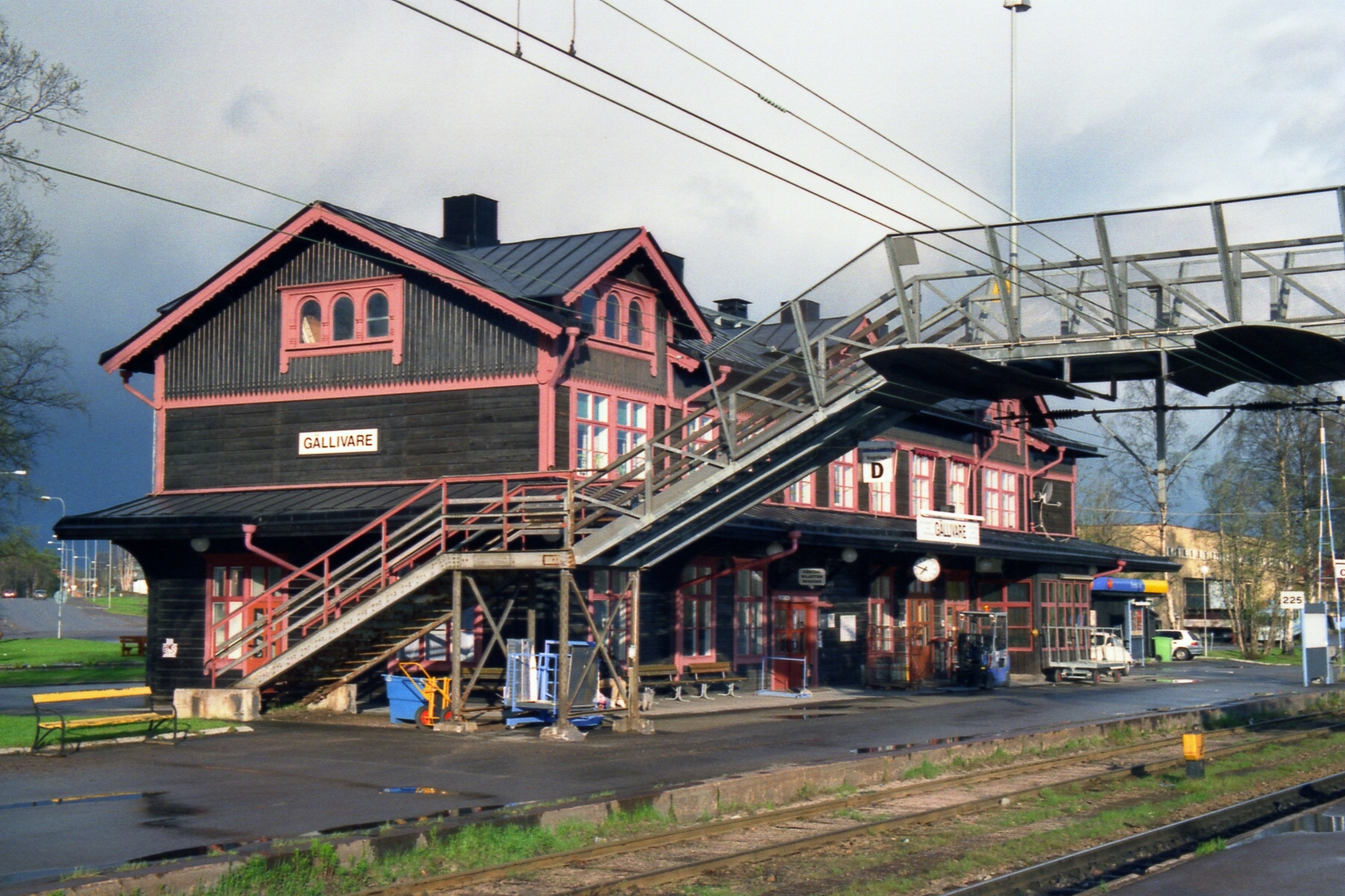
A gällivare-i végállomás
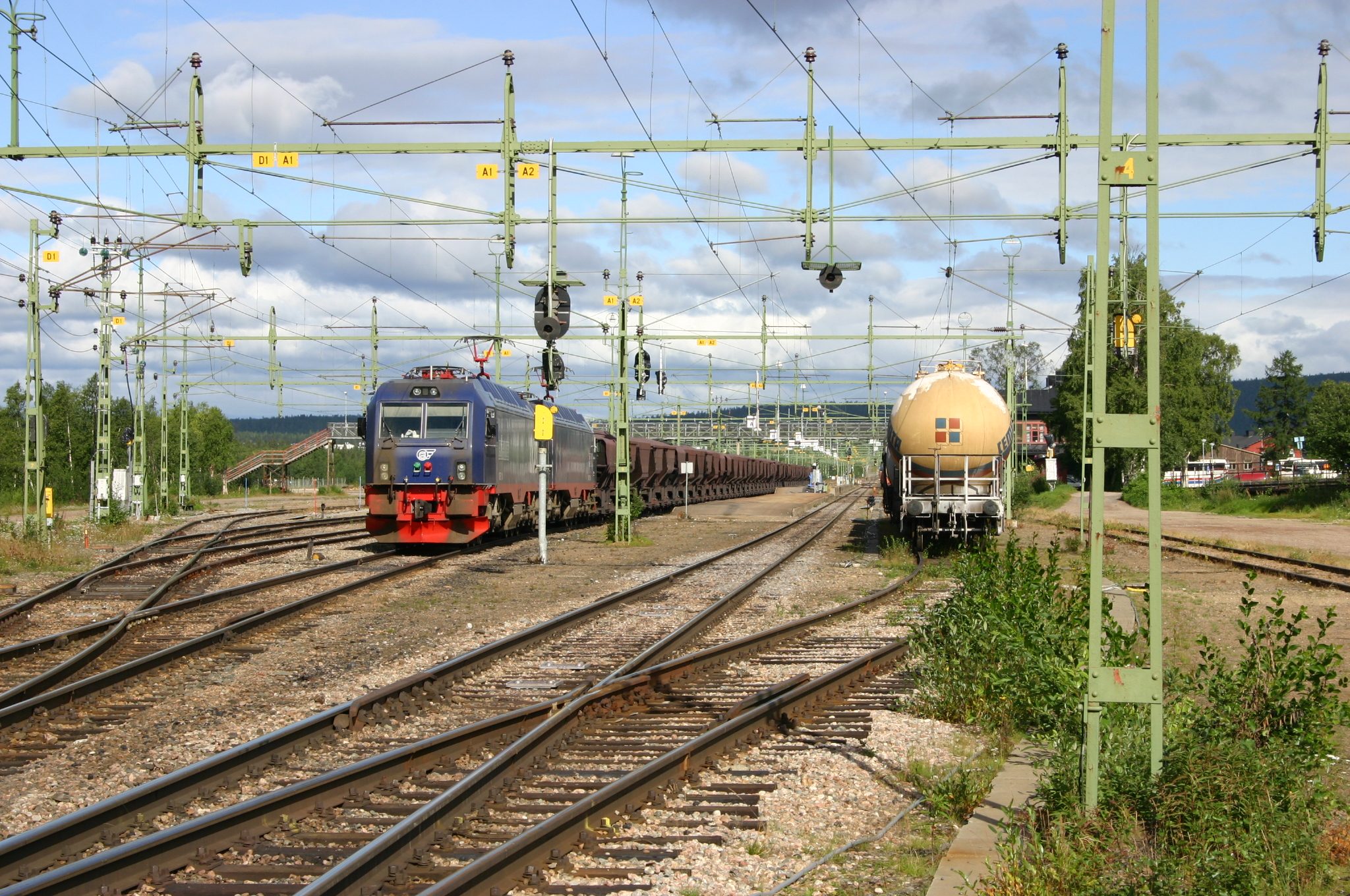
Gällivare
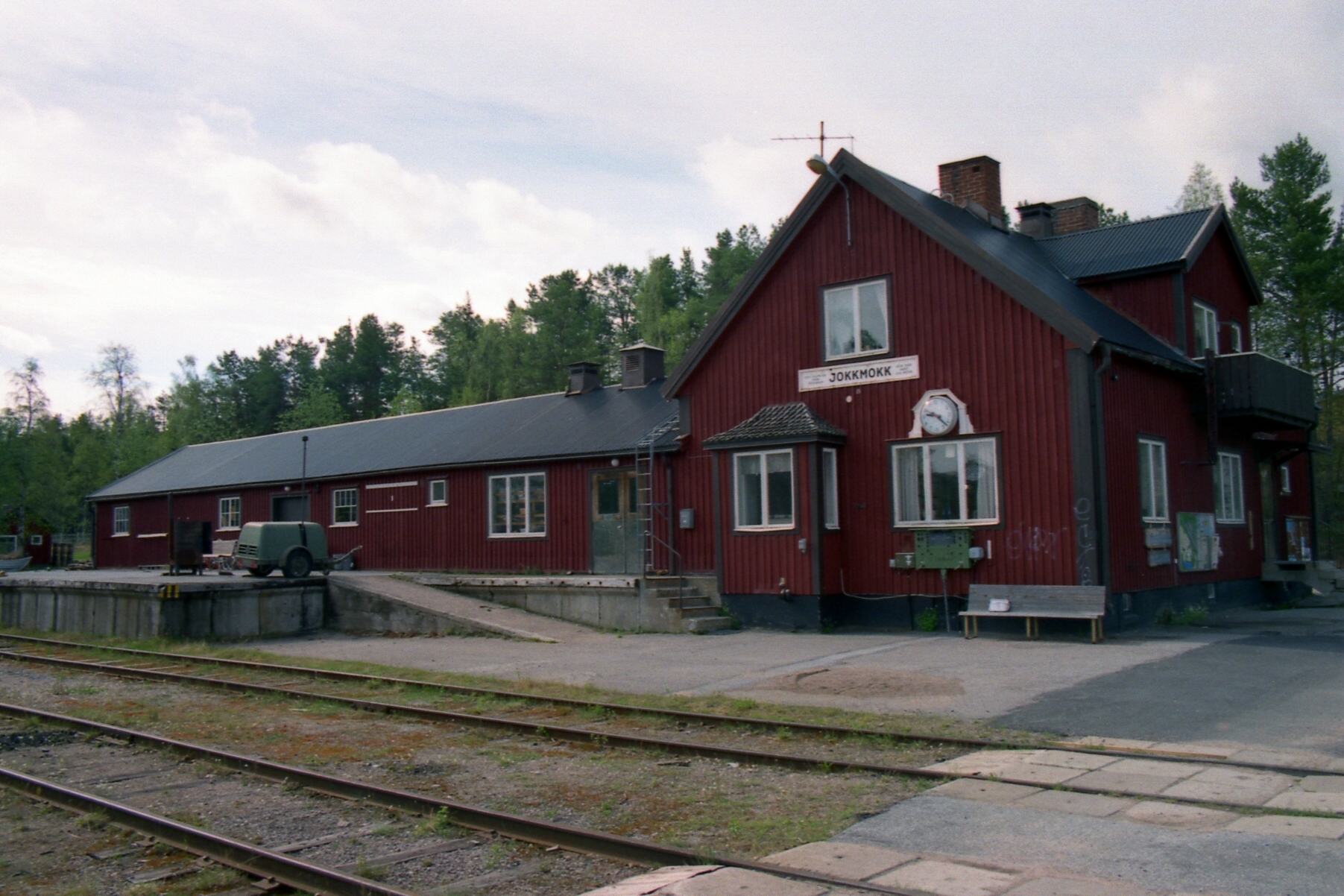
A jokkmoki állomás
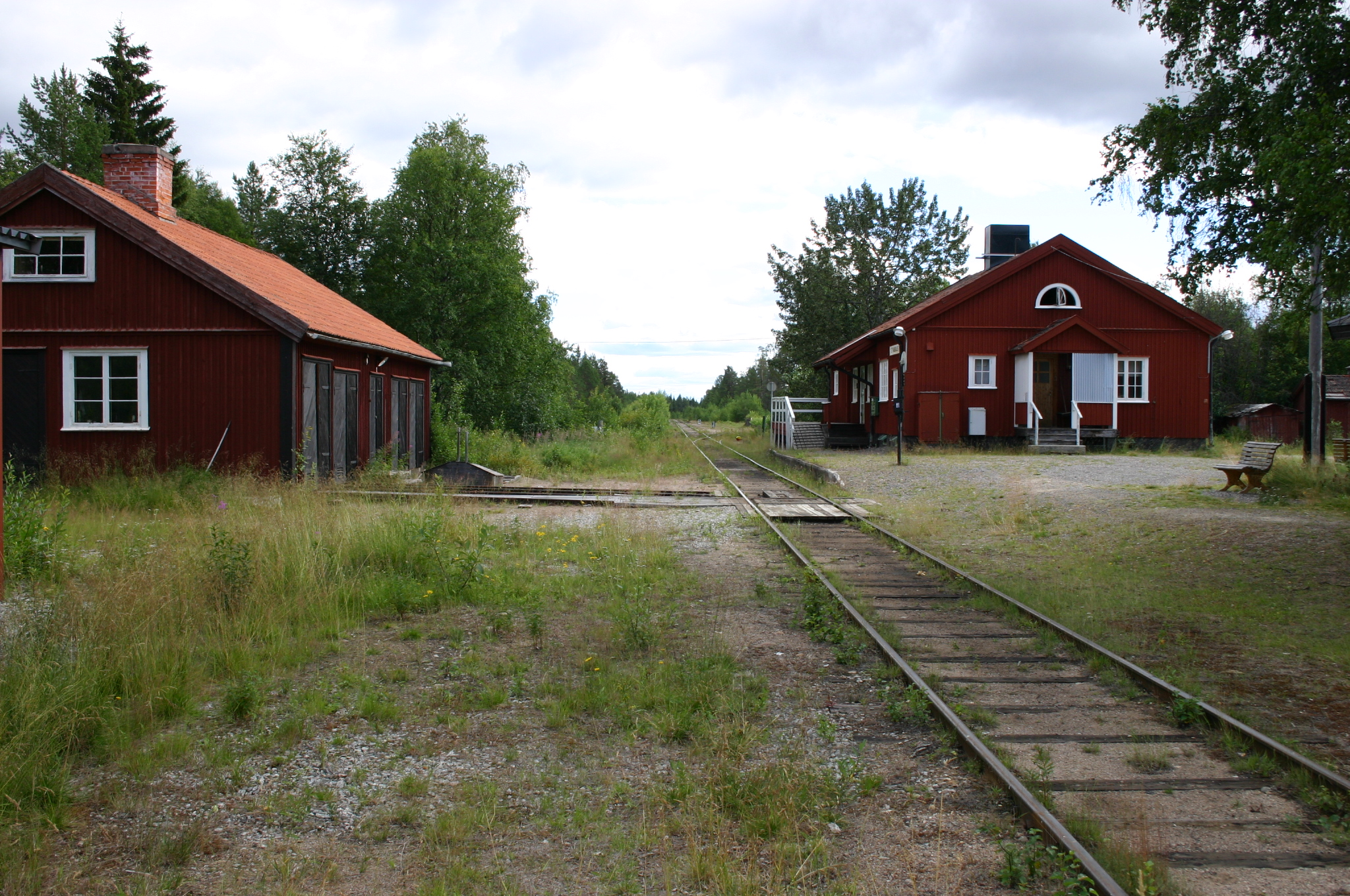
A kåbdalisi állomás
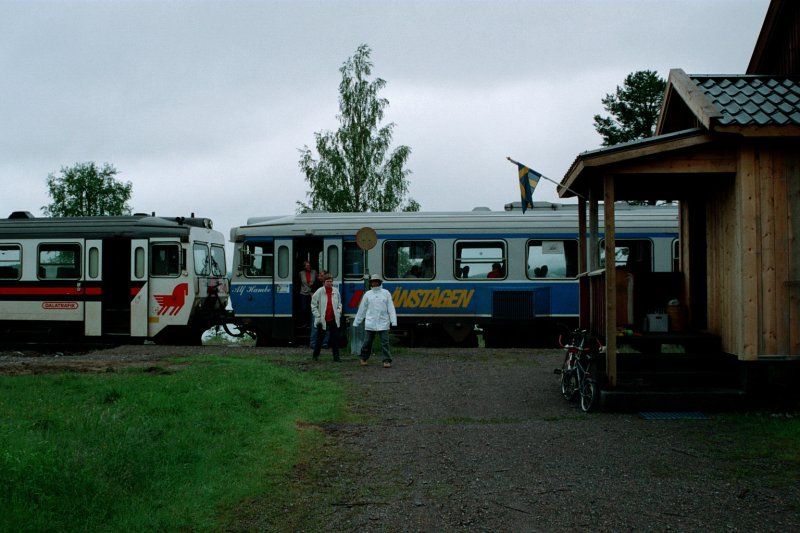
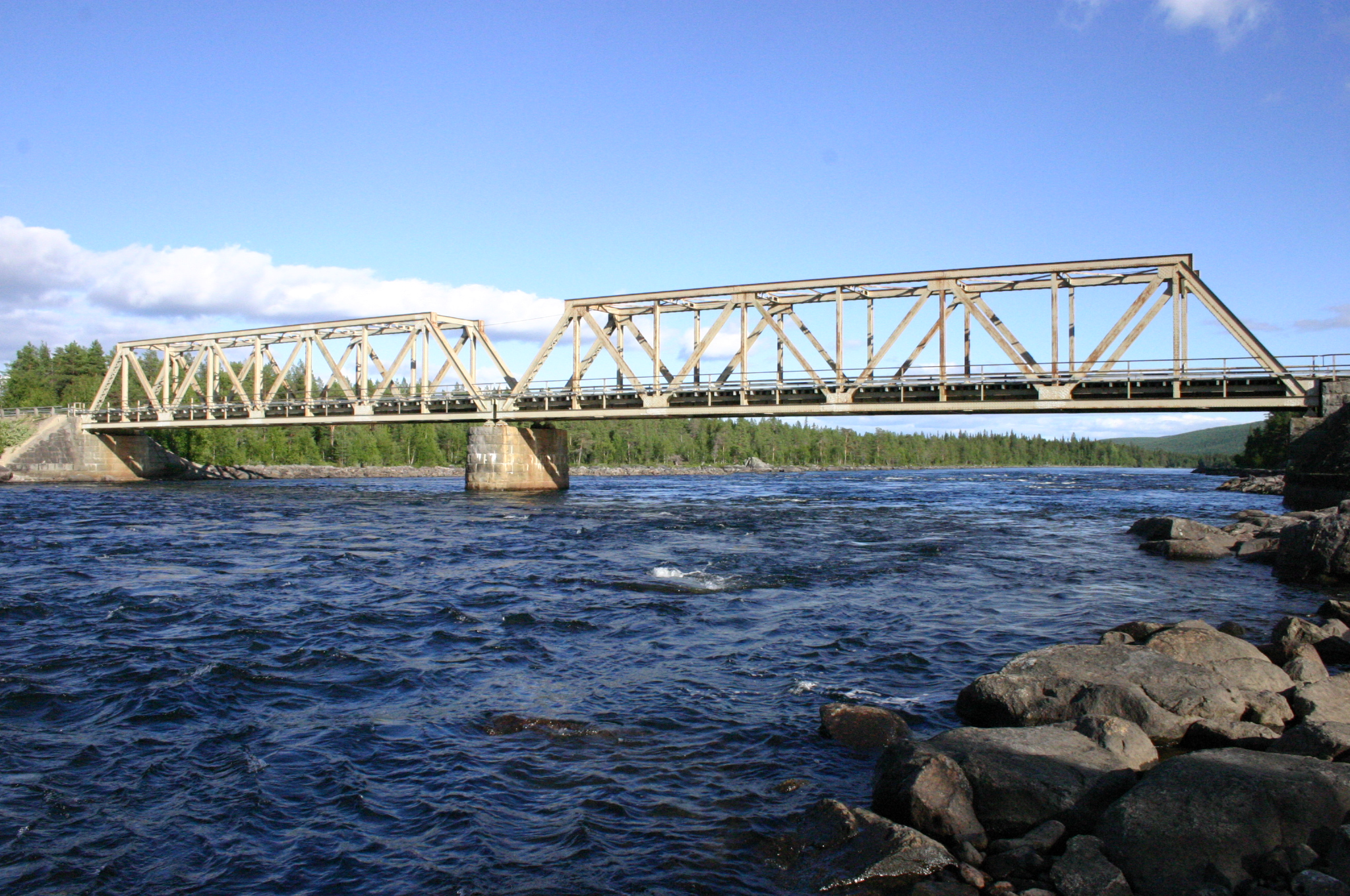
Híd a Pite-folyó felett
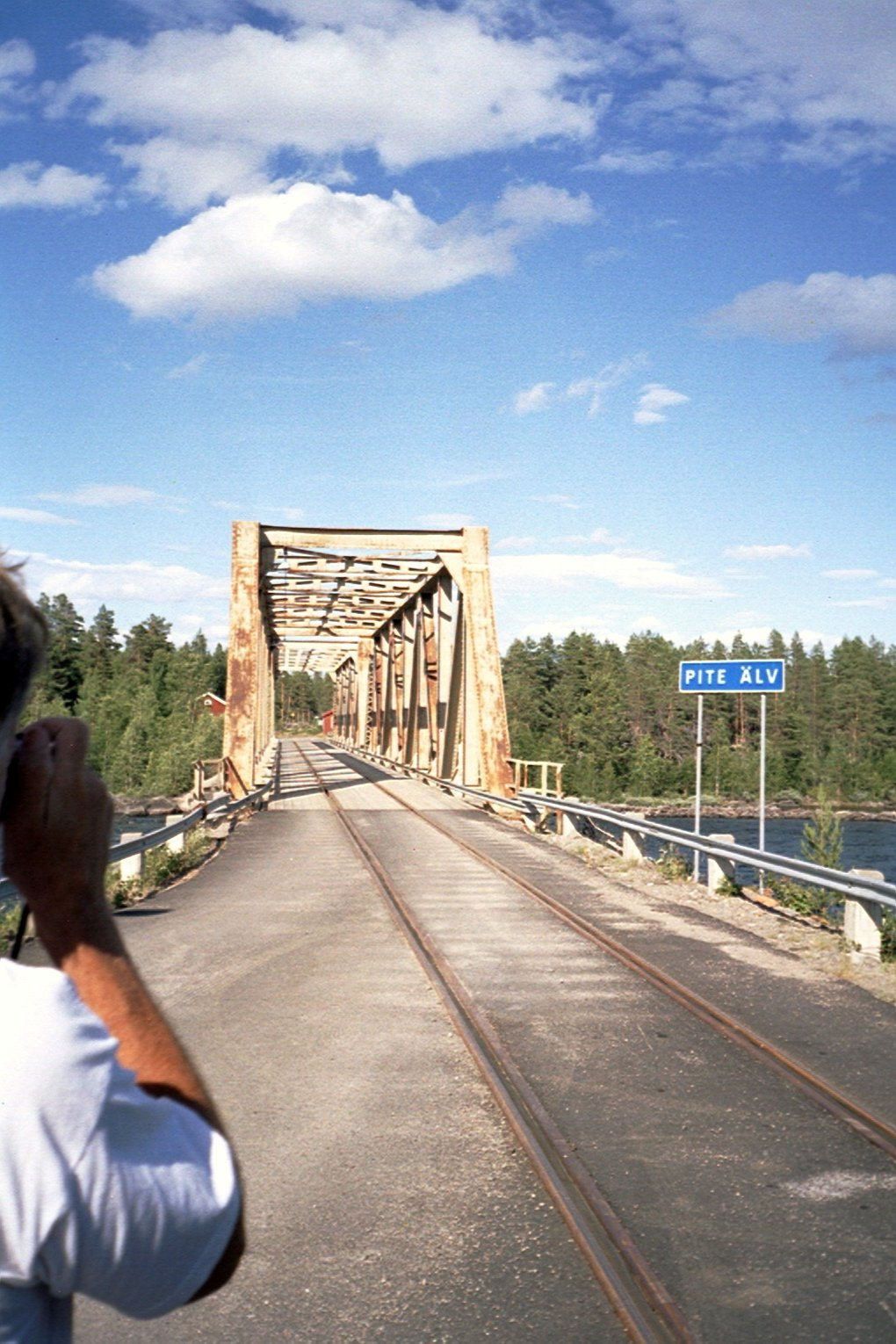
A Pite-folyónál
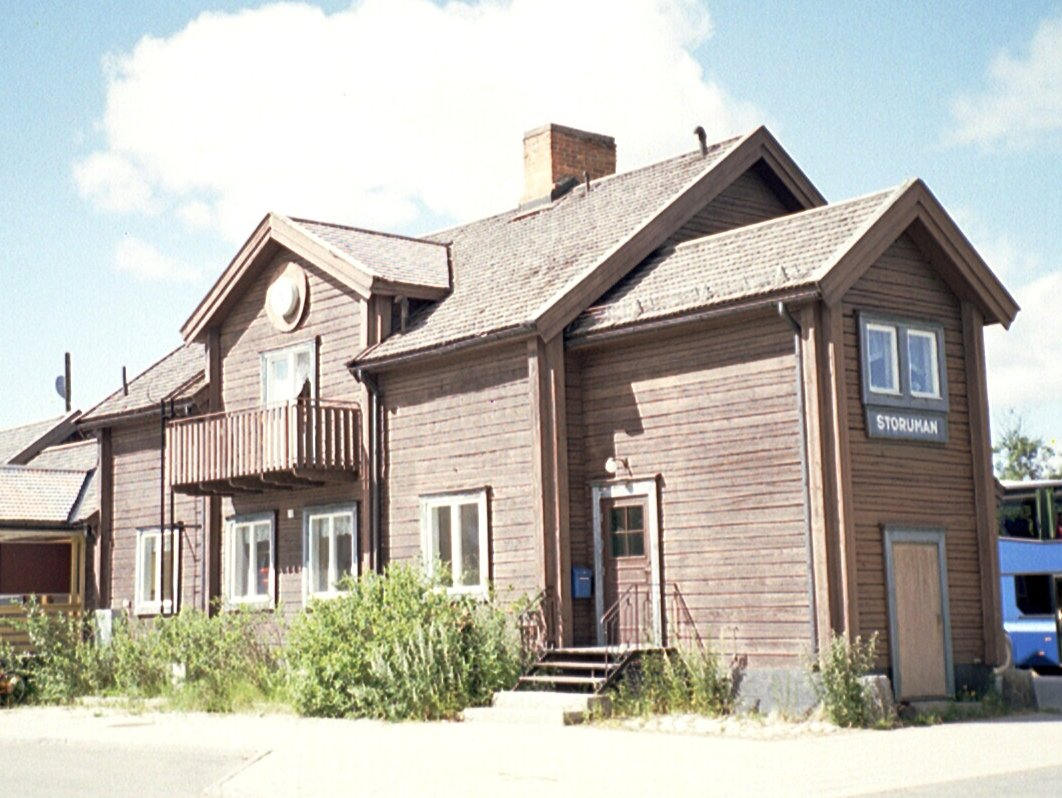
A storumani állomás
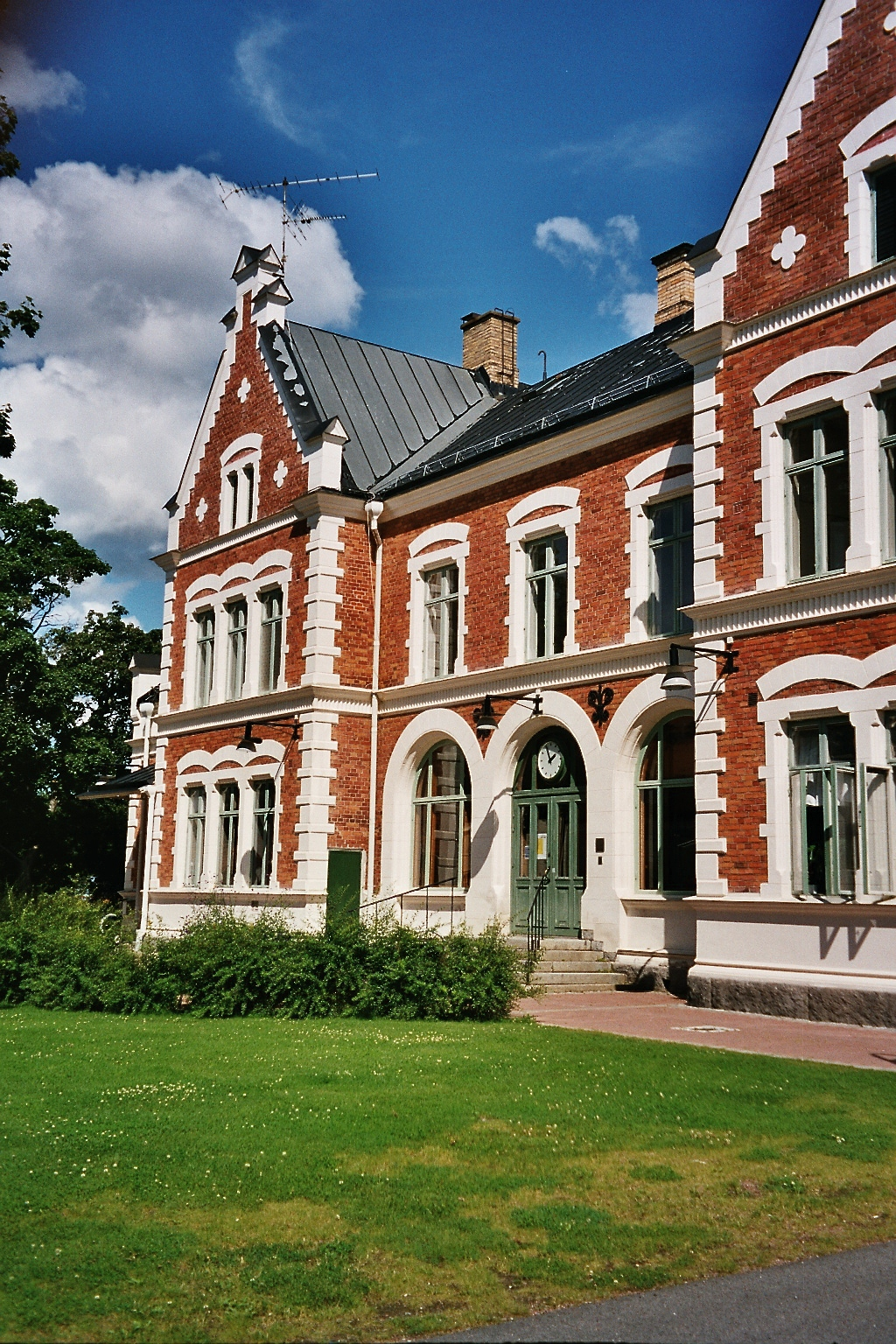
A vansbroi állomás
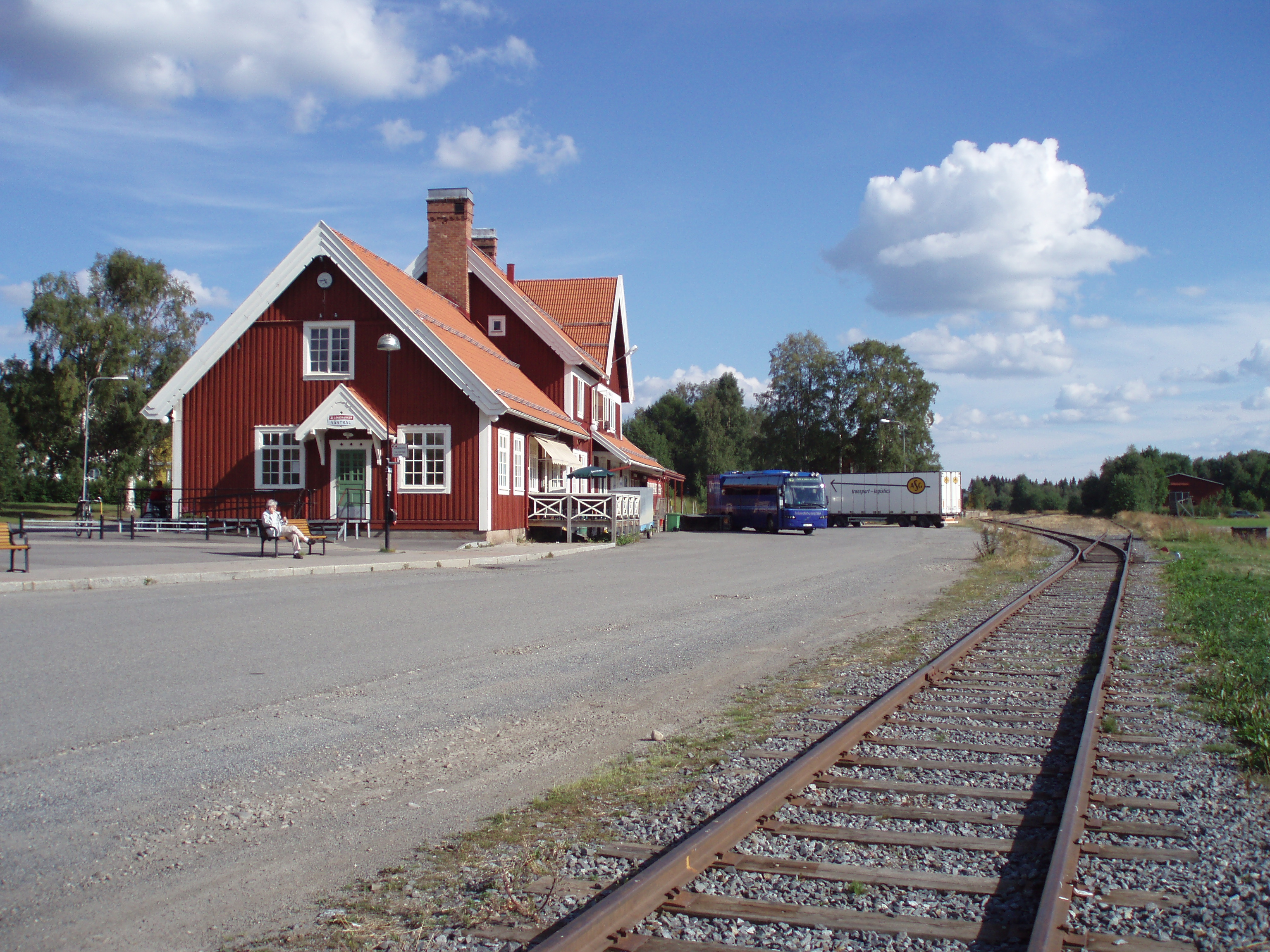
A strömsundi állomás
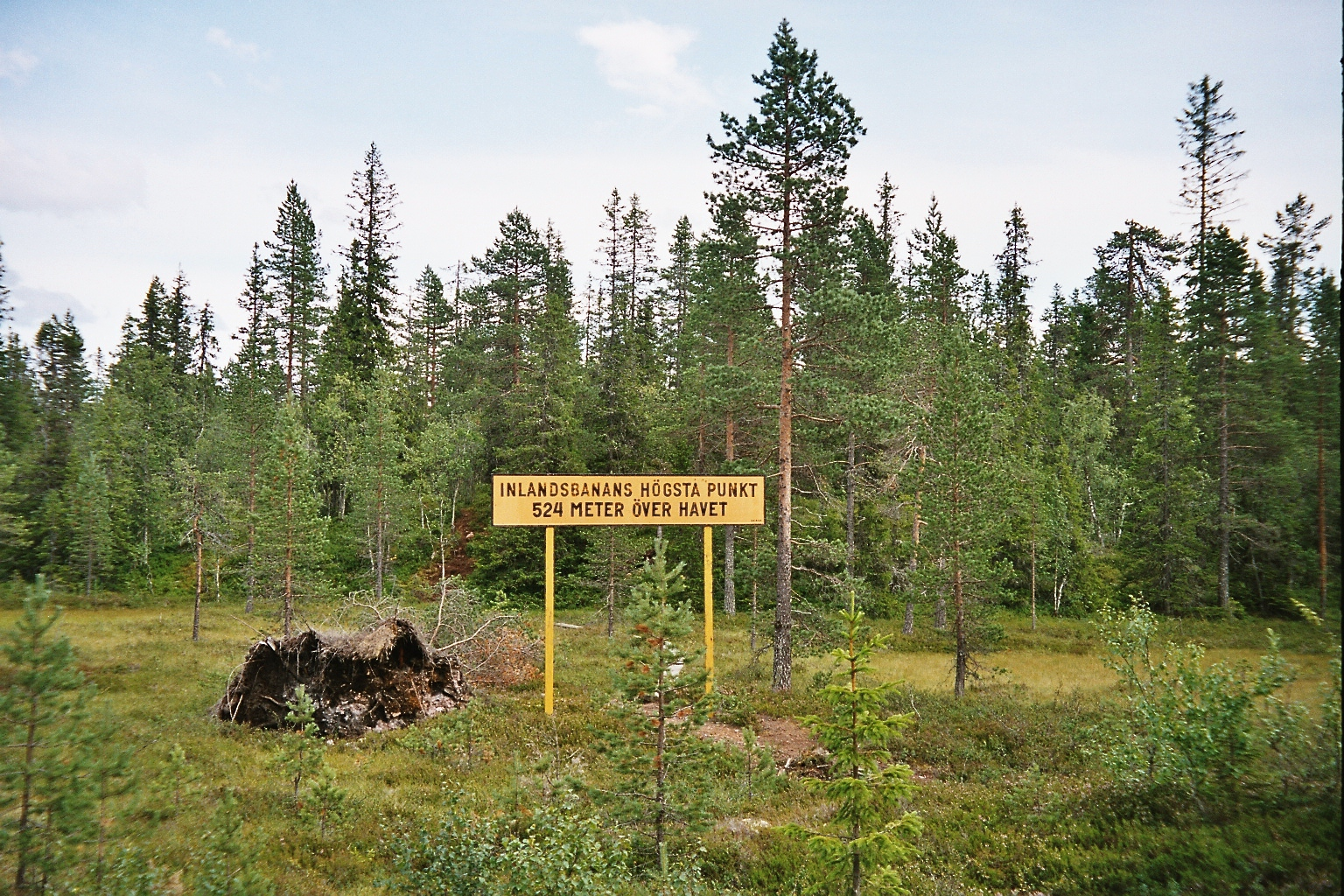
A legmagasabb pontja